# IEEE 1541-2002
IEEE 1541-2002는 이진 배수 측정 단위를 위한 접두어에 관하여 전기 전자 기술자 협회(IEEE)가 규정한 표준이다.

## 권고
IEEE 1541 권고는 다음과 같다.:
- 디지털 공학과 컴퓨터 공학에서 사용되는 양을 나타내는 단위들:
  - 비트 ('b'로 표시): 이진 디지트.
  - 바이트 ('B'로 표시): 묶음으로 처리되는 근접한 비트들의 집합(보통 8비트를 나타낸다.)
  - 옥텟 ('o'로 표시), 8비트의 모임.
- 위에서 말한 단위의 이진 배수를 나타내는 접두어들:
  - 키비 ('Ki'로 표시), 210 = 1 024;
  - 메비 ('Mi'로 표시), 220 = 1 048 576;
  - 기비 ('Gi'로 표시), 230 = 1 073 741 824;
  - 테비 ('Ti'로 표시), 240 = 1 099 511 627 776;
  - 페비 ('Pi'로 표시), 250 = 1 125 899 906 842 624;
  - 엑스비 ('Ei'로 표시), 260 = 1 152 921 504 606 846 976;
- 이진 접두어의 앞부분은 SI 접두어와 유사한 발음을 가지고 있으며 그 다음 부분은 '비'로 발음된다.
- SI 접두어는 이진 접두어와 구별되어 쓰인다.

## 같이 보기
- 이진 접두어